# Aedes inaequalis
Aedes inaequalis är en tvåvingeart som först beskrevs av Grabham 1907.  Aedes inaequalis ingår i släktet Aedes och familjen stickmyggor.
Artens utbredningsområde är Jamaica. Inga underarter finns listade i Catalogue of Life.